# Polycarpaea caespitosa
Polycarpaea caespitosa är en nejlikväxtart som beskrevs av Isaac Bayley Balfour. Polycarpaea caespitosa ingår i släktet Polycarpaea och familjen nejlikväxter. Inga underarter finns listade i Catalogue of Life.